# ジェモ島
ジェモ島は、マーシャル諸島のラタック列島に属している無人島で、リキエップ環礁の北東に位置している。この島は、伝統的に deBrum 一族用の食糧貯蔵所として使われており、現在はリキエップ環礁に住む Joachim deBrum 一家が所有している。
また島の西海岸には、船着き場がある。